# Lipotriches flavoviridis
Lipotriches flavoviridis là một loài Hymenoptera trong họ Halictidae. Loài này được Cockerell mô tả khoa học năm 1905.

## Hình ảnh

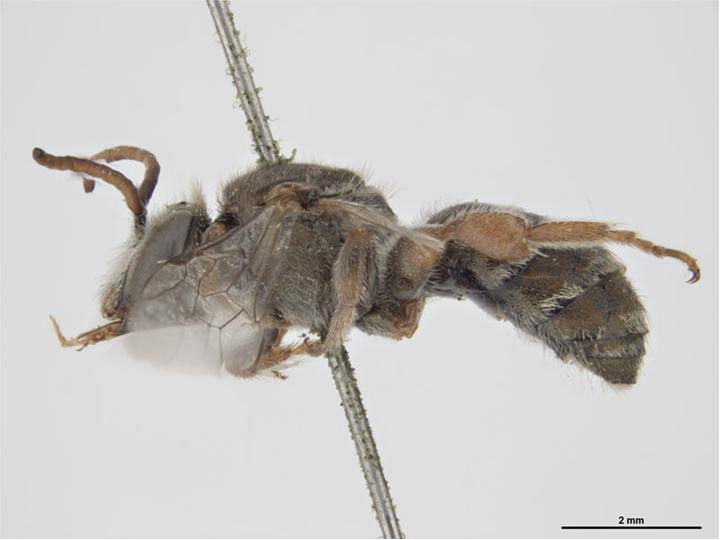